# Fritzi Wenisch
Friederike "Fritzi" Wenisch-Filz (ur. 27 sierpnia 1907, zm. 22 lipca 1981 w Wiedniu) – austriacka florecistka, czterokrotna medalistka mistrzostw świata.
Podczas mistrzostw świata w Kopenhadze w 1932 roku (oficjalnie zawody tego cyklu rozgrywane są pod tą nazwą dopiero od 1937) Austriaczki w składzie: Grete Friedmann, Elisabeth Grasser, Ellen Preis, Frieda von Gregurich i Fritzi Wenisch wywalczyły srebrny medal we florecie drużynowym. W tej samej konkurencji zdobyła też srebrny medal na mistrzostwach świata w Lozannie (1935) oraz brązowe na mistrzostwach świata w Budapeszcie (1933) i mistrzostwach świata w San Remo (1936).
Na igrzyskach olimpijskich w Berlinie w 1936 roku odpadła w ćwierćfinałach floretu indywidualnego. Na rozgrywanych w 1948 roku igrzyskach olimpijskich w Londynie zajęła piąte miejsce. W rundzie finałowej wygrała cztery z siedmiu pojedynków. Brała też udział w igrzyskach olimpijskich w Helsinkach w 1952 roku dotarła do półfinałów.
Kilkukrotnie stawała na podium mistrzostw kraju, w tym zwyciężała: we florecie indywidualnym: w latach 1947, 1952 i 1954, a we florecie drużynowym a w latach 1949-1952 i 1959.